# Ferdinand Bellan
Ferdinand Florian Bellan (* 16. Juni 1897 in Wien, Österreich-Ungarn; † November 1976 in Slough, Berkshire, Vereinigtes Königreich) war ein österreichischer Filmarchitekt und Zeichner beim deutschen und britischen Film.

## Leben
Bellan besuchte in Wien die Kunsthochschule und ging anschließend (1919) nach Berlin. Dort wurde er zunächst als Ausstattungsmaler und Zeichner zum Film geholt und war in diesen Funktionen 1920 an Ernst Lubitschs Inszenierungen Sumurun und Anna Boleyn beteiligt. Bellan blieb auch weiterhin in diesem Bereich aktiv, seine bekanntesten und umfangreichsten Arbeiten lieferte er 1931 mit den Zeichnungen für Erik Charells Filmoperette Der Kongreß tanzt.
Ab 1924 beteiligte sich Bellan auch hin und wieder als Filmarchitekt. Abgesehen von seiner alleinigen Arbeit zu der Filmgroteske Die wunderlichen Geschichten des Theodor Huber oblag ihm zumeist die Ausführung szenischer Entwürfe anderer Künstler (vor allem Alexander Ferenczy). Infolge der Machtergreifung kehrte Bellan nach Österreich zurück, ehe er im Juni 1933 Wien verließ und nach Großbritannien übersiedelte. Dort wurde er als Szenenbildner von europäischen Produzenten-Emigranten wie Ludovico Toeplitz, Gabriel Pascal und Alexander Korda eingestellt, blieb aber meist in untergeordneter Funktion tätig. Als Bauausführer und einfacher Co-Architekt beteiligte sich Ferdinand Bellan – häufig ungenannt – an der Ausstattung diverser hochwertiger Unterhaltungsfilme aus der Korda-Produktion, darunter Gefahr am Doro-Paß, Vier Federn und Der Dieb von Bagdad.
Bei zahlreichen anderen Top-Produktionen, darunter Major Barbara, Der dritte Mann und Traum meines Lebens, musste er sich mit der Position eines Szenenbildnerassistenten zufriedengeben. Bei Filmen wie Becket, Cleopatra, Das Quiller-Memorandum – Gefahr aus dem Dunkel, Die große Katharina, Mörder GmbH und Königin für tausend Tage war seine Aufgabe die eines Landschaftsmalers. 1970 zog sich Bellan ins Privatleben zurück.

## Filmografie
Als Filmarchitekt
- 1924: Die wunderlichen Geschichten des Theodor Huber
- 1926: Liebe
- 1927: Das tanzende Wien
- 1929: Meine Schwester und ich
- 1931: Schachmatt
- 1931: Hilfe! Überfall!
- 1935: Struensee – Mein Herz der Königin (The Dictator)
- 1937: Dark Journey
- 1937: Tatjana (Knight Without Armour)
- 1938: Gefahr am Doro-Paß
- 1939: Vier Federn
- 1940: Der Dieb von Bagdad
- 1940: Major Barbara
- 1942: The First of the Few
- 1945: Perfect Strangers
- 1947: Night Beat
- 1949: Das träumende Herz (Marie Chapdelaine)
- 1957: Im Dienste des Königs (Dangerous Exile)

## Einzelnachweis
1. ↑  Der häufig zu lesende Monat Dezember ist nicht zutreffend.

| Personendaten    | Personendaten                                                                  |
| ---------------- | ------------------------------------------------------------------------------ |
| NAME             | Bellan, Ferdinand                                                              |
| ALTERNATIVNAMEN  | Bellan, Ferdinand Florian (vollständiger Name)                                 |
| KURZBESCHREIBUNG | österreichischer Filmarchitekt und Zeichner beim deutschen und britischen Film |
| GEBURTSDATUM     | 16. Juni 1897                                                                  |
| GEBURTSORT       | Wien, Österreich-Ungarn                                                        |
| STERBEDATUM      | November 1976                                                                  |
| STERBEORT        | Slough, Berkshire, Vereinigtes Königreich                                      |